# Jeruzsálem történelme
Jeruzsálem történelme változatos és összetett események bonyolult sorozatából tevődik össze. A középkori, pergamenre rajzolt térképeken a világ közepeként ábrázolják, mely akkoriban, ahogyan ma is, három vallás szent városa volt – a judaizmusé, a kereszténységé és az iszlámé. Jeruzsálem mindhárom vallásban az Isten és ember közötti szövetséget megtestesítő fontos események színtere volt.

### Korai történelem
2019-ben a város mellett (Motza) egy 9000 éves település romjaira bukkantak ( i. e. 7000), amely a becsült 2-3 ezer fős lakosságával a maga korában igen jelentős és fejlett település lehetett, amely a leletek alapján távolabbi régiókkal is kereskedelemben állt. A felfedezés előtti, korábbi régészeti bizonyítékok azt sugallták, hogy az első település a Gihon-forrás  közelében, i. e. 3500 körül született.
Időszámításunk előtt 2000 körül keletkezett egyiptomi szövegek név szerint említenek egy Ru-salimum nevű várost. Az S-L-M szótőt sokan a kánaánita isten, Salim (Salem) nevével hozzák összefüggésbe.
Az i. e. 14. századi Amarna-levelek is említenek egy Urusalim(um) nevű települést. Akkád neve KURU-ru-ša10-limKI, szó szerint „Šalim városa”, ahol is Šalim  a napnyugta kánaáni istene.
I. e. 1800 körül fallal vették körül a várost.
A város legkorábbi ismert uralkodója az i. e. 14. századi Abdi-Heba. Ekkor egy kicsiny vár mellett települő, körülbelül 1500 fős lakossággal bíró város, csekély gazdasági és politikai súllyal. Ezt a várost az ún. jebuzi nép  lakta, amelynek neve a Bibliában is feltűnik.
Az Ószövetség szerint az Egyiptomból visszatérő zsidókkal háborúztak a jebuziak és vesztettek, de Jeruzsálem nem esett el. Józsué könyve szerint öt kánaáni király, köztük Adonicedek, Jebuz, azaz Jeruzsálem királya összefogott a zsidók ellen, viszont a királyok életükkel fizettek (Józsué könyve 10; 18,16). Jebuz ekkor még megmenekült a zsidó megszállástól. Az izraelita honfoglalás (i. e. 1200) után Benjámin és Júda törzse a jebuzeusok szomszédja lett. A hely akkori neve Jebus vagy Jebúsz, az idegenek városa. A város neve a héber shalom (béke) szó rokona, így sokszor (pl. a Teremtés könyve) egyszerűen csak Sálem-nek nevezték.

### Az első templom ideje
Jeruzsálem korai történelmének írásos emléke csak a Szentírásban maradt fenn.
A régészeti anyag egészen az i. e. 8. század végéig meglehetősen szegényes. A Szentírás szerint a várost Dávid király csapatai meghódították, majd fia, Salamon király tette igazán naggyá az izráeli királyság fővárosát. Jeruzsálem a zsidó állam politikai, gazdasági és vallási központjává vált. Az akkori városközpont a mai Óvárostól délre, a Hinnom-völgyben volt (Dávid városa). Északabbra épült a templom Salamon idején (i. e. 970–930 körül, Királyok első könyve, 8).
Mikor Salamon és Dávid állama két részre szakadt Júdea királyságának székhelye volt, míg az északi izraeliták Szamáriában építettek maguknak új fővárost.
Ataliás király (i. e. 845–840) megszentségtelenítette a templomot Baál tiszteletével. Akház idejében (i. e. 741–725) asszír isteneket imádtak benne. Ezékiás (i. e. 725–697) megtisztította a templomot, vízvezetéket építtetett a városba és fallal vetette körül. Jósiás i. e. 628-ban az egyedüli zsidó kultikus központtá tette, és a többi központot elpusztította. Izraelben ezt a kultuszt elutasították; az északi királyság gazdagabb és hatalmasabb volt a délinél.
I. e. 701-ben azonban az asszírok lerombolták Lákist (lásd: Lákis ostroma), de sikertelenül ostromolták Jeruzsálemet. Ennek következtében Jeruzsálem fejlődésnek indulhatott, mivel legnagyobb kereskedelmi riválisa elpusztult, és a tengerparti vidékek olíva-kereskedelme áttevődött Jeruzsálembe.

#### Babilóniaiak
II. Nabú-kudurri-uszur (Nebukadneccár, Nabukodonozor) az újbabiloni birodalom második királya először Kr. e. 598-ban indított hadjáratot a Júdai Királyság ellen, és sikerült is elfoglalnia Jeruzsálem városát. A Mezopotámiában megtalált ékírásos ún. Nabukodonozor krónika (BM 21946) a Kr. e. 605–594 közötti évekről számol be. Az ékírásos tábla alapján Nabukodonozor az uralkodásának hetedik évében, Kr. e. 597. március 2-án foglalta el Jeruzsálemet, véget vetve Jójákin júdai király uralkodásának. Nabukodonozor kifosztotta Jeruzsálemet és a templomot is, és a zsákmányát Babilonba szállította, Jeruzsálemben pedig Jójákin nagybátyját, Cidkija-t (Sedekiás) nevezte ki Júda vazallus királyává.
Cidkija (Sedekiás) júdai király fellázadt a babiloniak ellen és szövetségre lépett II. Uahibré egyiptomi fáraóval. II. Nabú-kudurri-uszur ezután visszatért Júdába, azzal a céllal, hogy újra elfoglalja Jeruzsálemet (2Királyok 25:1). Kr. e. 589 januárjában kezdte meg újra Jeruzsálem ostromát. Az ostrom hosszú ideig, 18–30 hónapig tartott.
Salamon templomát és a várost ekkor kifosztották és lerombolták, a megmaradt júdeai zsidók többségét pedig az ún. babiloni fogságba vitték. A régészeti bizonyítékok azt bizonyítják, hogy a várost tűz pusztította el.

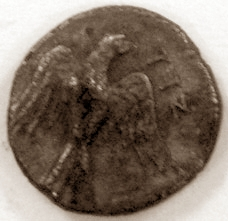
Zsidó ezüstérme a perzsa korból

### A második templom ideje

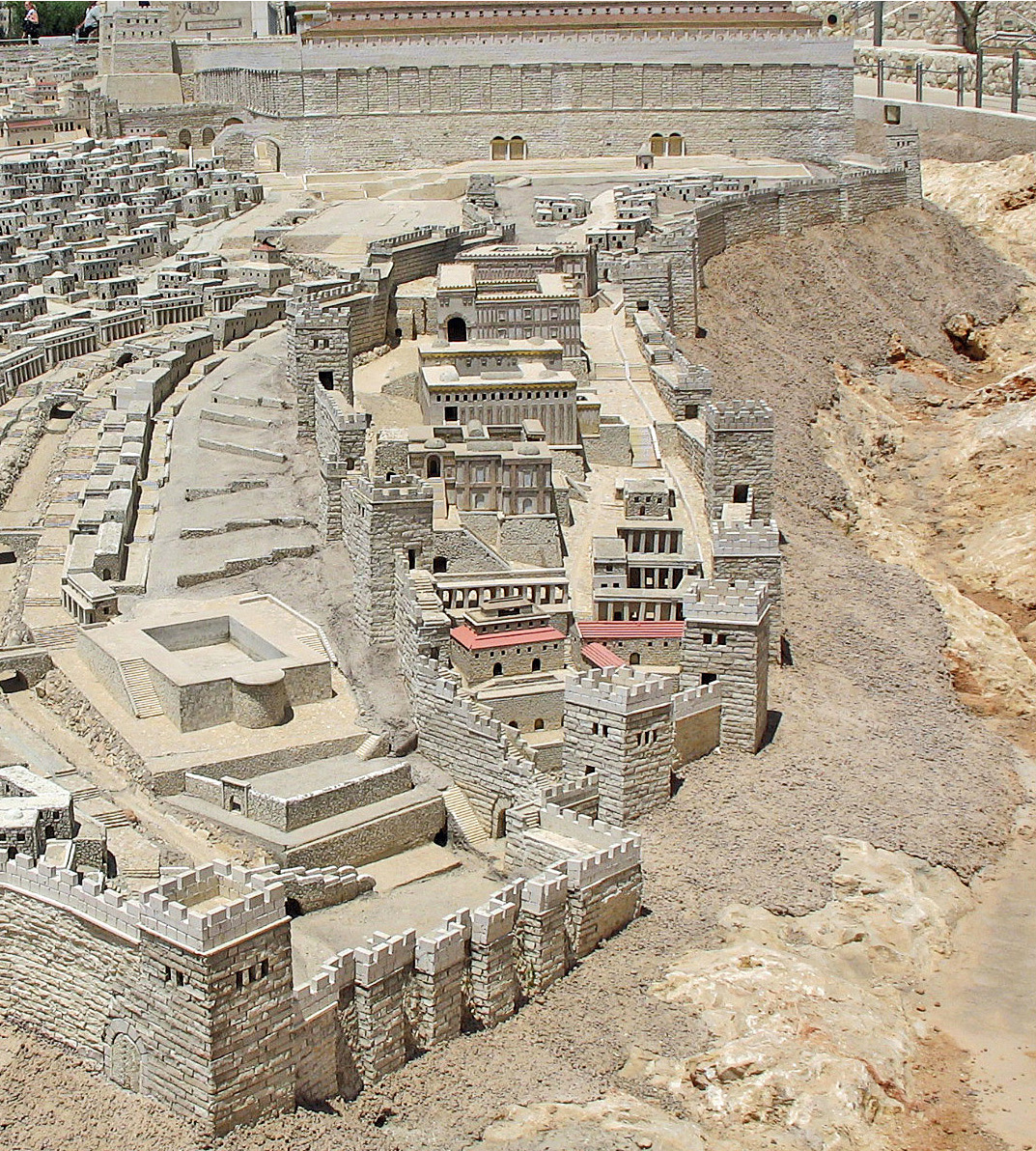
Dávid városának modellje a 2. templom korából (Izraeli Múzeum)

Babilon elfoglalása után II. Kurus perzsa király 538-ban engedélyezte a zsidók visszatérését és a templom újjáépítését. 
Ezen templom felépítése évtizedekig húzódott. A visszatelepülők elkülönültek az otthon maradottaktól, mivel azok más népekkel keveredtek és szerintük már nem voltak igazi zsidók. A szamáriaiak így északabbra, Garizimban építették fel a saját vallási központjukat.
A perzsa uralom alatt Jeruzsálem gyors virágzásnak indult, de a Szeleukidák alatt újabb megpróbáltatás érte. IV. Antiokhosz Kr. e. 167-ben a város falait lerombolta, a templomot kifosztotta és a szentélyben Zeusz-szobrot állíttatott fel. A makkabeusok aztán visszafoglalták Jeruzsálemet, a templomot rendbe tették, új oltárt állítottak. A régi vár azonban a szírek kezén maradt, és Makkabeus Júdás halála után újra kezükre jutott a város is. Makkabeus Simon Kr. e. 141-ben a várat elfoglalta és leromboltatta. Ezt többé nem építették fel, hanem a templomtér északnyugati részén erősítették meg Nehémiás várát, s Barisnak nevezték. A hasmoneusok a nyugati dombon építették fel a palotájukat, s székhelyül nem Baris várát, hanem ezt használták.

#### Jézus kora

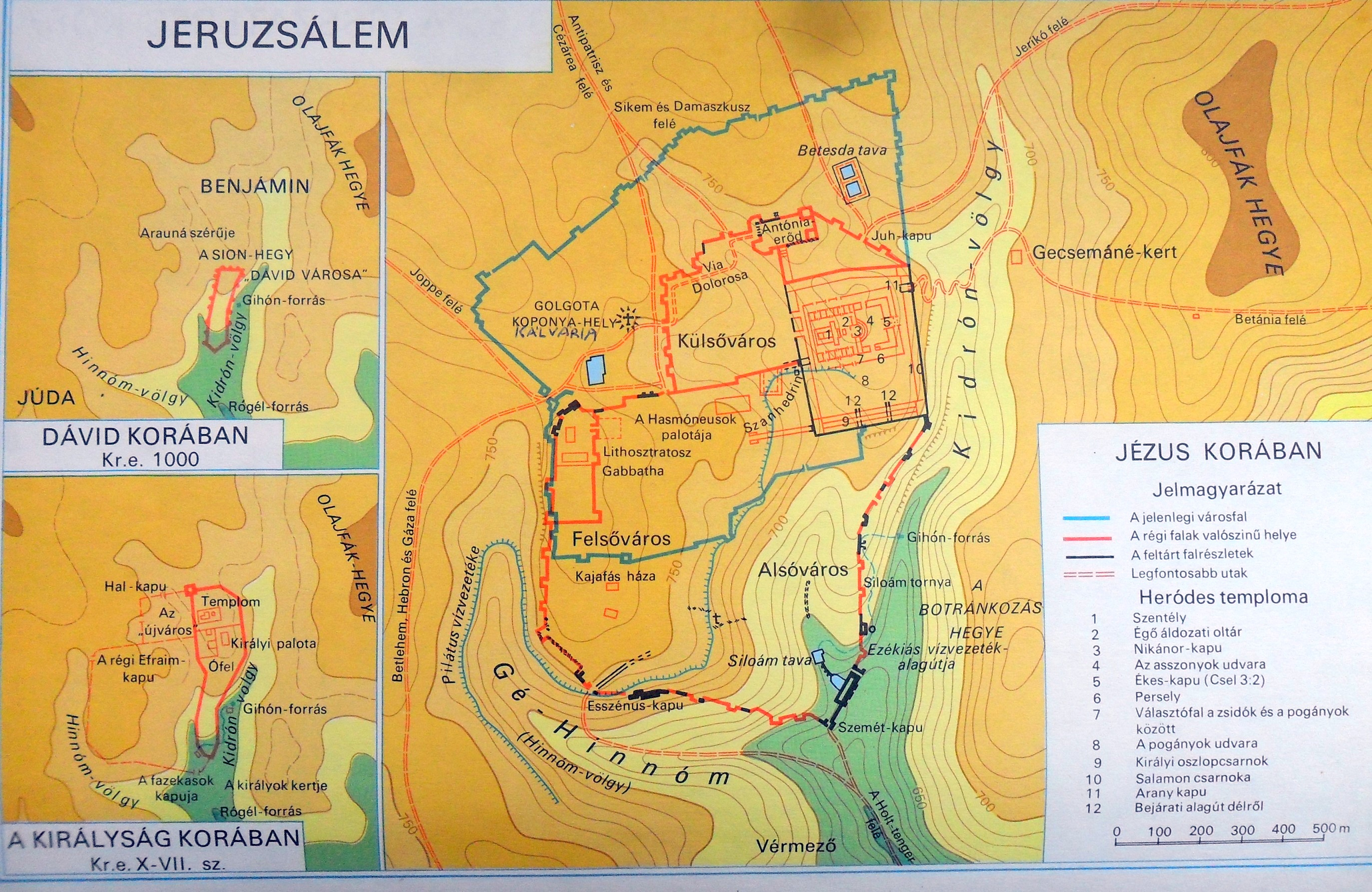
Jeruzsálem térképe Jézus korában és az előtte levő korokban

Nagy Heródes nagyszabású építkezései nyomán alakult ki  Jeruzsálemnek Jézus korában látható képe. Heródes hozzálátott a templom előcsarnokának nagy arányú kibővítéséhez és megszépítéséhez. Úgy tervezte meg a templom újjáépítését, hogy a Római Birodalom egyik legnagyobb épülete legyen, így aztán ezt az épületegyüttest harmadik templomnak is nevezik. Ez az épületegyüttes lett a város központja és ékessége.
Jézus az időszámításunk elején szolgált az ókori Palesztinában (~27-31 körül) Ő maga nem volt sok ideig egy huzamban Jeruzsálemben, de később a zsidó korai kereszténység legnagyobb gyülekezete itt volt megtalálható.

#### Jézus után
Az Apostolok Cselekedetei szerint Jézus követői magában a Templomban is tartottak közös összejöveteleket. Bizonyos feltételezések szerint a pünkösd is a Templomban történt.
A templomot a zsidó felkelés leverése után, időszámításunk szerint 70-ben rombolta le Titus, elpusztította Jeruzsálemet és felszámolta a zsidó államot. A rómaiak Caesareába helyezték át a régió székhelyét, és az ott is maradt a római és a bizánci uralom végéig, mintegy hat évszázadon át.

### Római és bizánci uralom
A Bar-Kochba-felkelés után Hadrianus császár halálbüntetés terhe alatt kitiltotta a zsidókat a városból, és Aelia Capitolinanak nevezte át. A templomhegyen Jupiternek emelt templomot. A zsidó lakosok kivándoroltak a Földközi-tenger környéki diaszpórákba, vagy Perzsiába.
A kereszténnyé váló Római Birodalomban Constantinus császár anyja, Helena ásatásokat végeztetett Jeruzsálemben, és a keresztre feszítés feltételezett helyén fiával együtt keresztény templomot emeltetett. Itt áll a mai Szent Sír-templom. A keresztény Római Birodalomban és a Bizánci Császárságban továbbra sem léphettek zsidók a városba. Ezt csak a későbbi iszlám uralom oldotta fel.
614-ben a perzsák és zsidó szövetségeseik megostromolták a várost. Az ostromban és azt követően 90 ezer keresztény halt meg. A szasszanidák uralma rövid életűnek bizonyult; Hérakleiosz bizánci császár 628-ban visszavette Jeruzsálemet.

### Iszlám uralom
A perzsák elleni háborúban kimerült Bizánci Birodalom nem volt képes ellenállni a 633-ban meginduló arab offenzívának. A Jarmúki csata után az arabok rövidesen körülzárták Jeruzsálemet. A város erős bizánci védműveivel az ostromtechnikában járatlan muszlim harcosok nem boldogultak, de a hosszú, több mint egyéves blokád következtében a város készletei teljesen kimerültek, így Szophróniosz pátriárka kénytelen volt tárgyalásokat kezdeni az ostromlókkal a megadásról. A megegyezés után 638 február elején vonult be I. Omár kalifa csapatai élén a városba. A keresztény lakosság szabad elvonulást kapott, ténylegesen azonban nem sokan távoztak.
Az ez után következő, egészen a keresztes háborúkig Jeruzsálem muszlim uralom alatt maradt. Az egységes Iszlám Kalifátus felbomlása 756 után a várost különféle muszlim dinasztiák, szunniták és síiták váltakozva birtokolták.

#### Omajjádok
Az Omajjádok alatt Jeruzsálem kezdett muszlim jelleget ölteni. A Templom hegyen talán már I. Omár idején megkezdett építkezések Abd al-Malik (685-705) kalifa idején teljesedtek ki a Sziklamecset felépítésével. I. al-Valíd kalifa (705-715) uralkodása alatt készült el az Al-Aksza mecset.

#### Abbászidák
Az Abbászidák nehéz harcok árán foglalták el Jeruzsálemet. Az Abbászidák alatt békésebb és nyílt ellenségeskedésekbe torkolló időszakok váltogatták egymást. A keresztényeknek és a zsidóknak is megkülönböztető jelzést kellett viselniük. Nagy Károly a szent város védelmezőjének ismerte el a város akkori muszlim urát.

#### Fátimidák
979-ben a síita fátimidák véres hadjáratban hódították meg Jeruzsálemet. A hadjáratban nemcsak a muszlim harcosok, hanem a keresztény és zsidó lakosság is nagy veszteséget szenvedett. Sok templomot és zsinagógát felgyújtottak, templomok között volt a Szent Sír templomegyüttes is.
1009-ben al-Hakim fátimida kalifa utasítására teljesen lerombolták a Szent Sír templomot és nem engedték újra felépíteni. Pogromot rendezett a keresztények és a zsidók ellen, majd különféle korlátozó előírásokat vezetett be velük szemben. Eltiltotta tőlük a bort és a keresztényektől a disznóhúst. A muszlimoknak megtiltotta, hogy a zsidókkal kereskedjenek. A zsidóknak csengettyűt kellett hordaniuk a nyakukban.
A kemény üldöztetés öt éven át tartott. Még utána is megvetették őket a muszlimok. A keresztények nem hordhattak magukkal fegyvert, nem ülhettek lóra, nem viselhettek turbánt és a helyi divat szerinti lábbelit. Homlokukon meg kellett nyiratkozniuk, és övvel és a vállukon két sárga csíkkal jelezniük kellett keresztény voltukat. Ajtajuk elé fadémont kellett állítaniuk.
Al-Hakim utóda, Al-Zahir (1021 - 1036) feloldotta a tilalmakat, és engedélyezte a Szent Sír templom felépítését, miután III. Romanosz bizánci császár beleegyezett abba, hogy mecsetet építsenek Konstantinápolyban. Ekkoriban építették fel a keresztény negyed falait. Ebben a negyedben csak keresztények lakhattak; a többi lakost kitelepítették.

#### Szeldzsuk uralom
1078-ban a szunnita szeldzsukok vették át az uralmat véres áldozatok árán. Vérfürdőt rendeztek nemcsak az ellenséges síiták, hanem a keresztény és zsidó lakosság között is. Az új urak újra megtiltották a templomok és zsinagógák felújítását és újjáépítését, és megnehezítették a bejutást a szent városba, ezzel ellehetetlenítették a zarándoklatokat.
1098-ban visszatértek a síiták, és egészen Szíriáig visszaverték a szeldzsukokat. A jeruzsálemi háborús pusztítások és mészárlások meg a bizánci császár segélykérésének hatására megindult az első keresztes hadjárat.

### A keresztes hadjáratok idején
Az első keresztes hadjárat során a keresztesek 1099-ben vették ostrom alá Jeruzsálemet. Az rohammal bevett városban több napig tartott a fosztogatás, amely során több ezer jeruzsálemi vesztette életét. A keresztesek a környező meghódított területeken királyságot szerveztek Jeruzsálem fővárossal. A hadjárat vezetői első uralkodónak Bouillon Gottfriedet választották, aki nem viselte a királyi címet. Az első jeruzsálemi király I. Balduin lett (1100-1118). A királyi palotát a Templom-hegyen, az Al-Aksza-mecsetből alakították ki. 1119-ben II. Balduin az épület egy részét átengedte a Hugues de Payns vezetésével szerveződő lovagrendnek, akik innen vették a Templomosok nevet. A Templom-hegy közepén álló Szikladómban keresztény templomot rendeztek be.

#### Jeruzsálem a keresztesek alatt
A Jeruzsálemi Királyság fennállása alatt a keresztények részben felújították a muszlim idők alatt elpusztított vagy leromlott állagú keresztény szent helyeket, részben pedig az eddig kiépítetlen keresztény szent helyeknek állítottak létesítményeket. Újjáépült az Al Hakim kalifa által súlyosan megrongált Szent Sír templom. Az több szentélyből álló komplexumot egy nagy templomegyüttesbe foglalták. A Szent Sír-templom közelében felépült az Amalfi kereskedők által alapított Alamizsnás Szent János-templom, és az ebből a közösségből kinőtt Johannita lovagrend rendháza, amely ma az ortodox kolostor. Újjáépítették és jelentősen kibővítették az Utolsó vacsora terme körül épült kis bizánci templomot, amelyet a perzsák gyújtottak fel még 614-ben, több ezer keresztényt mészárolva le a kapujában, és amely azóta romokban hevert. Itt az Utolsó vacsora termének pompás gótikus boltozata a mai napig látható. Megújították a Beteszda fürdő szintén Al Hakim által romba döntött emlékhelyét, és ennek közelében a Szent Anna-kolostort. Az Olajfák hegyén, a Getsemáné kertben talált romos bizánci templom is újjáépült. Szintén az Olajfák hegyén épült föl a keresztes építészet talán legegyedibb alkotása, a Mennybemenetel temploma, a bizánci romok helyén egy kör alakú falgyűrűvel övezett udvar közepére egy kis, kör alakú kápolnát emeltek, amelynek az ég felé nyitva állt, tető nélkül épült. Szaladin Jeruzsálem elfoglalása után a muszlimoknak ajándékozta ezt a szentélyt, melyet hamarosan leromboltak, de a központi kápolnát nem érte károsodás, csupán befedték egy kupolával, és mecsetté alakították, így látható napjainkban is.
A Jeruzsálembe érkező zarándokok ellátására hamarosan számos zarándokház épült, az itáliai városállamok, franciák, németek, építettek saját nemzetük részére zarándokszállásokat, hogy az azonos nyelvi környezetből érkezett zarándokok Jeruzsálembe érve az övéik között pihenhessenek meg, és nyelvi nehézségek nélkül ismerjék meg a várost, gyakorolhassák vallásuk anyanyelvi rítusait, szentségeit. Az építkezések egy részének célja a város védelmi képességeinek a fokozása volt. Az építkezések anyagi forrása zömmel az európai adományokból gyűltek össze. Magánszemélyek, közösségek és uralkodók adományoztak Jeruzsálem céljaira.

#### Magyarok a keresztes Jeruzsálemben
Az első keresztes hadjárat résztvevői között nem tudunk magyarokról. Az első biztos adat Álmos herceg 1107-1108 közötti jeruzsálemi zarándoklata. A herceg zarándokútja nyomán felélénkült Magyarországon az érdeklődés a Szentföld és Jeruzsálem iránt. Pár évtized múlva, már magyar remeték éltek a város melletti Jozafát völgyében létesült remeteközösségben, és a magyar zarándokok lelki igényeiről a városban egy főesperes, a magyar Simeon gondoskodott. Hamarosan létrejött a magyarok első zarándokháza is, amelyet egy magyar nemesasszony, Petronilla úrnő alapított 1135-ben. A zarándokház körülbelül 200 méternyire a Szent Sír templomtól, a mai Via Dolorosa hetedik stációjánál állt. II. Géza több magyarországi birtok jövedelmét rendelte a jeruzsálemi magyar zarándokok ellátására, és létrehozott a zarándokok támogatására egy egyházi rendet is, a stefaniták rendjét.

#### A zsidóság a keresztes Jeruzsálemben
A város bevétele után a Jeruzsálem védelmében részt vevő zsidók és hozzátartozóik nagy részét a keresztesek lemészárolták. A mészárlásnak azonban a közhiedelemmel ellentétben nem minden zsidó esett áldozatul a városban, jó néhányukat fogságba ejtették a keresztesek, majd később Aszkalon elé vitték őket és váltságdíjért cserébe átadták őket az ottani zsidó közösségnek. Később azonban bár a letelepedést a Szent Városban nem engedték meg, de a vallásos célú zarándoklatot engedélyezték, a nyugat-európai zsidóság zarándoklata lényegesen könnyebbé vált mint a megelőző időkben, pár évtizeddel a királyság létrejötte után pedig a szigor tovább enyhült, és a letelepedés is lehetővé vált. Tudelai Benjámin zsidó zarándok már beszámol a Jeruzsálemben élő zsidók közösségéről és idős rabbijukról, akik főleg kézművesként tevékenykedtek és a király védelmét élvezték.

#### Ismét iszlám uralom
1187-ben Szaladin (teljes nevén Szaláh ad-Din Júszuf ibn Ajjúb) egyiptomi szultán rövid ostroma után a városvédők feladták Jeruzsálemet, majd szabad elvonulást kaptak. Szaladin nem viselkedett barbárként, a keresztény szentélyeket is tiszteletben tartotta. A Sziklamecset tetejére visszakerült a félhold és elhordatta a márvány oltárt. A harmadik keresztes hadjáratban Oroszlánszívű Richárd tervezte Jeruzsálem visszavételét, de kilátástalansága miatt nem indította meg a támadást.

#### Rövid keresztes visszatérés
II. Frigyes császár tárgyalással szerezte vissza a szent várost al-Kamil szultántól, és jeruzsálemi király volt 1229-től 1244-ig.

#### A keresztes korszak vége
1244-ben As-Salih khorezmi katonái foglalták el a várost. 1260-ban az Ajjubidákat a Mamelukok váltották le, és egészen a 16. századig birtokolták Jeruzsálemet. A városnak nem volt politikai jelentősége, és mindössze 10 ezer lakosa maradt. Ebben az időben csak a muszlimok voltak teljes értékű polgárok. A keresztényeknek és a zsidóknak viseletükkel felismerhetővé kellett tenniük magukat. Mindkét vallás lányainak és asszonyainak izart kellett hordania, és a keresztényeknek fakeresztet, a zsidóknak fa ökörfejet kellett viselniük. 

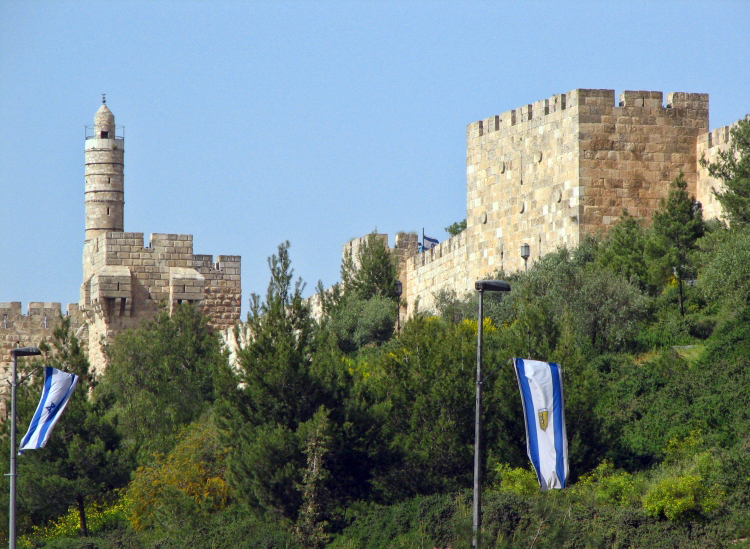
A citadella és az oszmán falak

  Vallásukat szabadon gyakorolhatták, de különadót kellett fizetniük, és jogilag is hátrányba kerültek a muszlimokkal szemben. Mindezek ellenére a városban megmaradt a keresztény és a zsidó negyed, és a zarándokok sem fogytak el.

### Oszmán-török uralom
1516-ban I. Szelim szultán (1470–1520) vezetésével a törökök legyőzték a mamelukokat Szíriában. Ezt követően a törökök Egyiptomot és Arábiát is meghódították. Jeruzsálem egy szandzsák székhelye lett. A török hódítás első évtizedei fellendülést hoztak a szent város számára.
1535 után a mohácsi győző, I. Szulejmán szultán (1496–1566) megerősítette a város falait, és részben új vonalakat építtetett ki. Ezzel nyerte el az óváros a jelenlegi szerkezetét. Ezek a falak a támadók elrettentését szolgálták. Jeruzsálem egyre fontosabb szerepet nyert. Többször is változott a török urak viszonya a keresztényekhez és a zsidókhoz: a tolerancia és az erőszak időszakai váltakoztak.

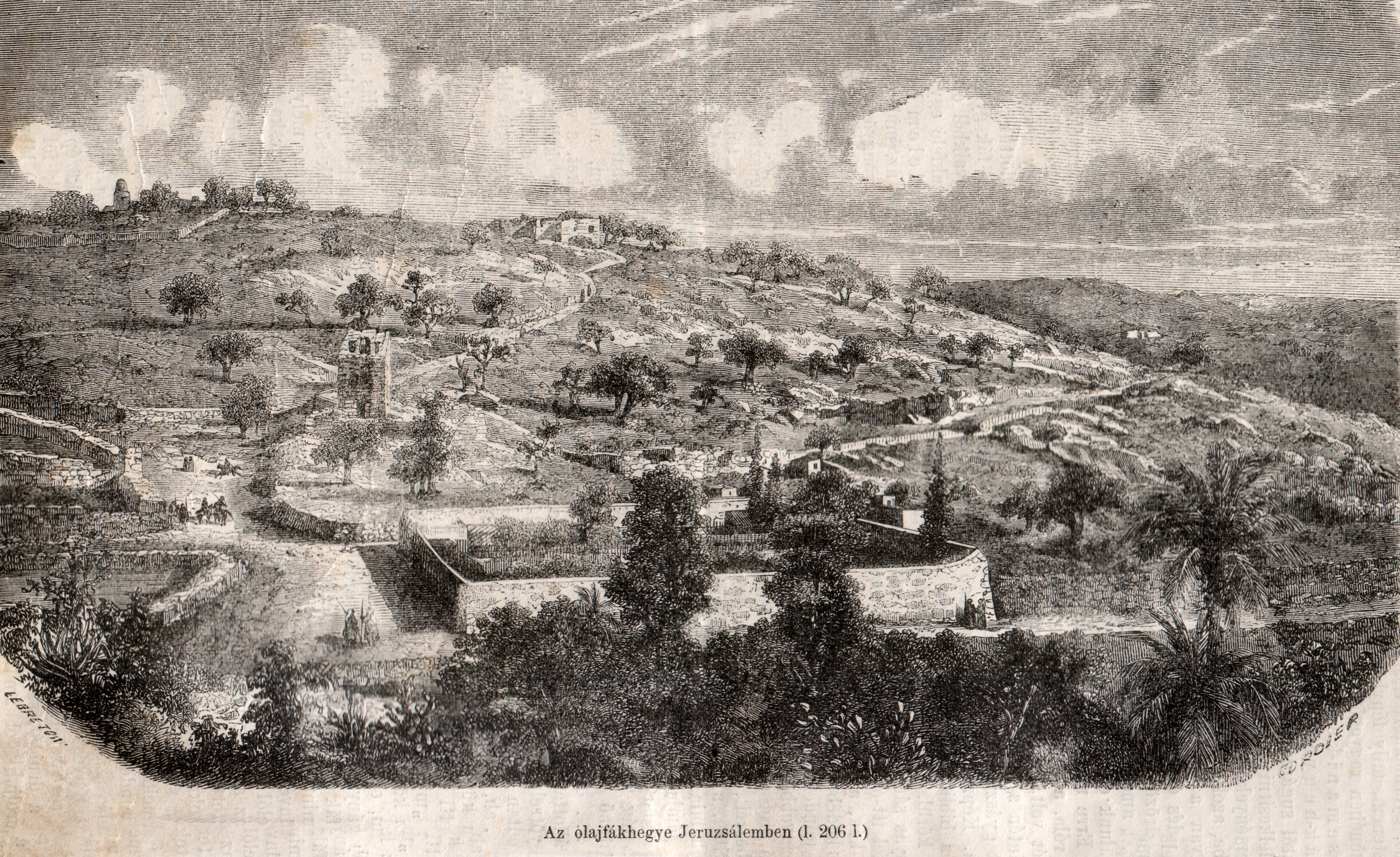
Az Olajfák hegye Jeruzsálemben (1869)

Az elszegényedett keresztények és zsidók a zarándokokból éltek. A zarándokok adományai fontos bevételi forrássá váltak. A különböző egyházak elkeseredett, sokszor erőszakba torkolló küzdelmet folytattak egyes területek birtoklásáért.
A 19. század második felétől egyre több zsidó vándorolt be. A bevándorlás fő hajtóerejévé 1882-től a cionizmus vált. Ekkoriban alakultak ki az első lakóterületek a falakon kívül. Itt az első lakók (Moses Montefioris Mishkenot Sha’ananim/később Yemin Moshe (1857/1860), Mahane Yisrael (1867), Nahalat Shiv’a (1869), Mea Shearim (1874), Even Yisrael (1875), Mishkenot Yisrael (1875), Shimon HaZadiq (1876), Beit David (1877) és Beit Ya’aqov (1877)) voltak. 1880 körül a 30 ezer fős lakosság fele zsidó volt.

### Brit mandátum

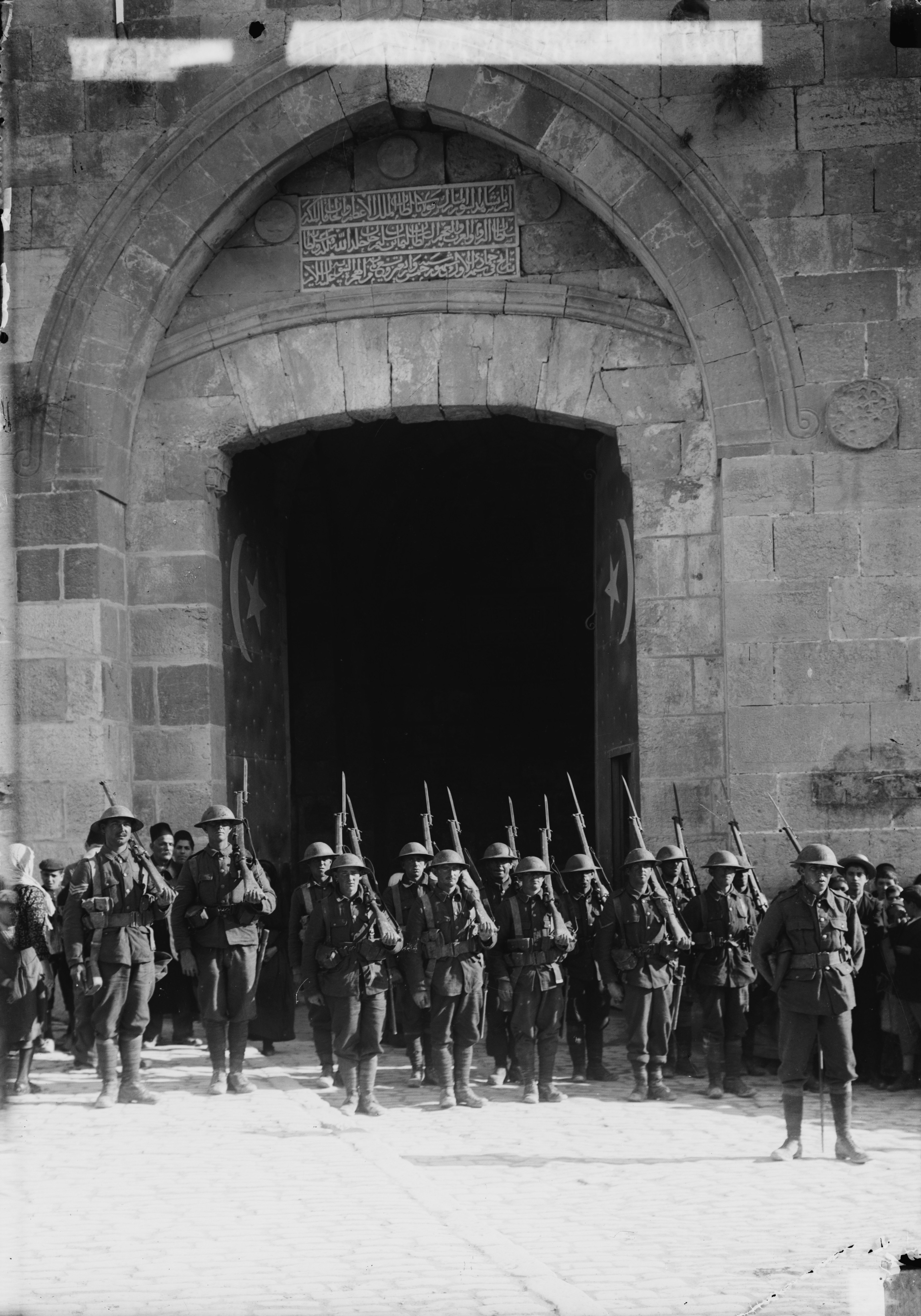
Az első brit őrség a Jaffai-kapunál 1917. december 9-én

1917. december 9-én a török kormány a szent várost egyetlen puskalövés nélkül átadta Nagy-Britanniának. Edmund Allenby tábornok ellenállás nélkül vonult be. A britek célja az volt, hogy a műemlékek ne sérüljenek meg.
A jeruzsálemi zavargások 1920. április 4-e (vasárnap) és 7-e (szerda) között zajlottak.
A második világháború után a meggyengült Brit Birodalom kezdte elveszteni az irányítást, a városban gyakoribbakká váltak az erőszakos cselekmények.
Az ENSZ közgyűlése 1947. november 29-én fogadta el 181. számú határozatát, amely szerint (a zsidó fennhatósággal létrehozandó Izrael és az arab fennhatósággal működő Palesztina mellett) Jeruzsálem corpus separatumként nemzetközi ellenőrzés alá került volna. Hivatkozott határozat Kelet-Jeruzsálemet a jövőbeli palesztin állam fővárosaként jelöli meg. (A városnak ekkoriban kb. 105 ezer arab és 100 ezer zsidó lakosa volt.) A város semleges és demilitarizált övezetté vált volna, amit külföldiekből toborzott rendőrség őriz, és mindkét állam lakói betelepülhetnének. Az ENSZ ezzel biztosítottnak látta, hogy a szent város mindhárom világvallás hívei számára elérhető legyen. A határozatot kétharmados többséggel fogadták el.
Később újabb változatokat is kiadtak: 1948. december 11-én a 194-es és 1949. december 9-én a 303-as határozatot. A terv soha nem vált valóra, mert az arabok nem akarták kiengedni az ellenőrzést a Dar al Islam területének egy része alól. Az ENSZ 1952-ig több alkalommal is megpróbálta tisztázni Jeruzsálem helyzetét.

### A két részre osztott város

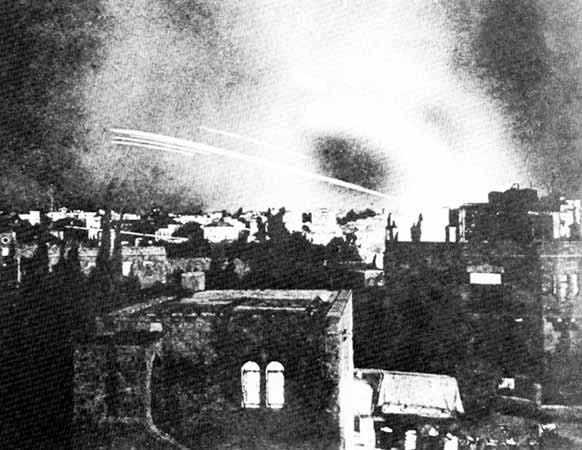
Jeruzsálem éjjeli támadás alatt az első arab–izraeli háborúban

Az ENSZ-határozat felkorbácsolta az indulatokat; már az elfogadást követő napon összecsapások törtek ki a zsidók és arabok között. A határozatnak érvényt szerezni kívánó ENSZ-küldöttséget 1948 májusának elején már figyelmen kívül hagyták a harcoló felek. Dávid Ben-Gúrión május 14-én bejelentette Izrael Állam megalakulását, amire válaszul másnap öt arab állam összehangolt támadást indított, ezzel kitört az első arab–izraeli háború. Jeruzsálemben az izraeli és transzjordániai csapatok heves harcokat vívtak, de a várost egyikük sem tudta elfoglalni. A november végi tűzszüneti megállapodással a várost kettéosztották: Kelet-Jeruzsálem az óvárossal együtt Transzjordánia, Nyugat-Jeruzsálem pedig Izrael ellenőrzése alá került. A háború alatt az óváros zsidó negyedének kétezer lakosát kitelepítették, de Nyugat-Jeruzsálem harmincezer arab lakosa is el kellett hagyja lakhelyét. Az ENSZ 1949-ben határozatban szólította fel a feleket a város elhagyására, hogy nemzetközi irányító testületet hozhassanak létre, de erre nem volt hajlandóság.

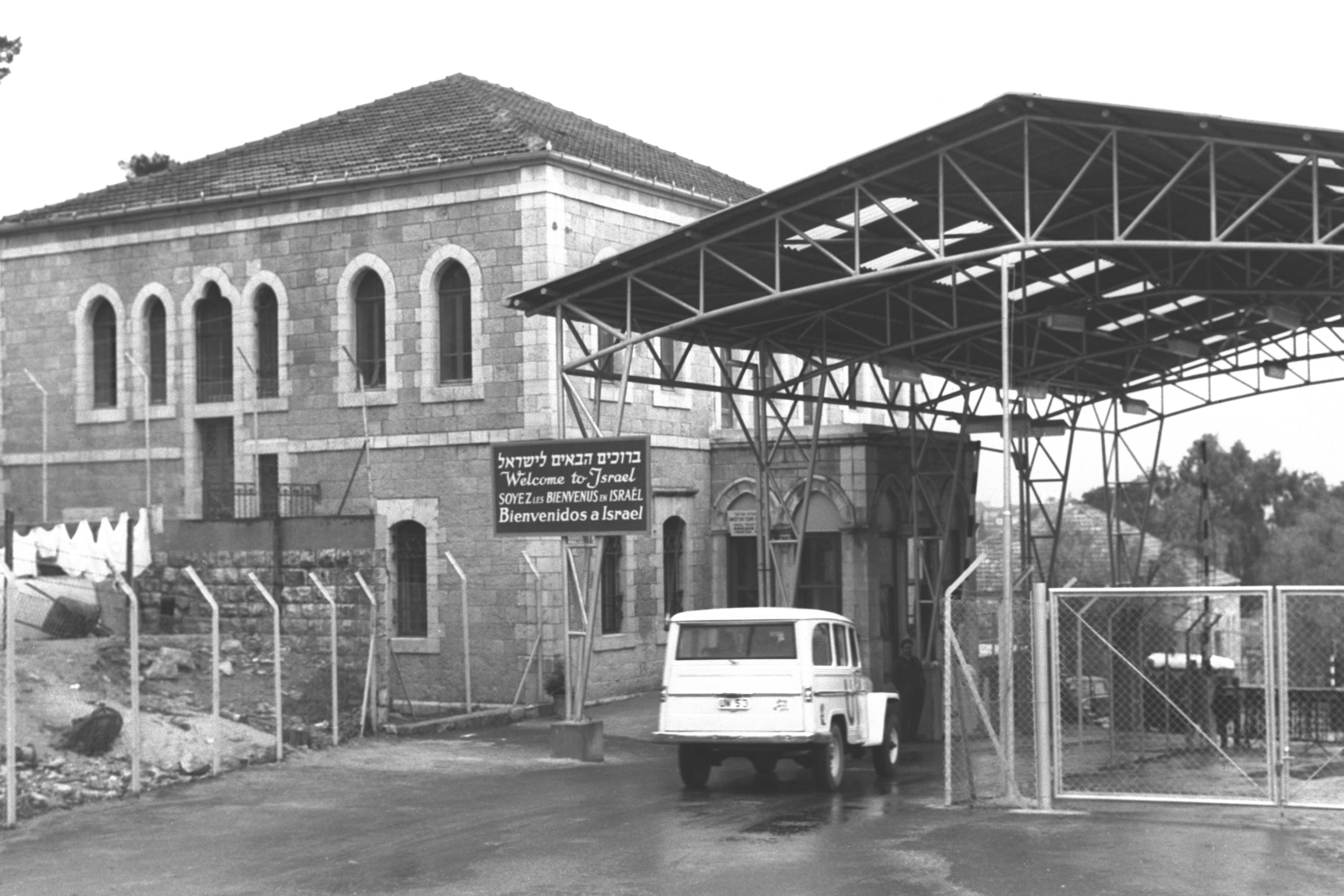
A Mandelbaum-kapu 1964-ben

A várost a tűzszünet után egy néhány méter széles romos, elhanyagolt határsáv osztotta ketté. A határt jordániai orvlövészek felügyelték; rendszeres volt, hogy aki a közelébe ment, azt megölték, megsebesítették vagy kővel dobták meg. Mindkét oldalán betonfalakat és szögesdrótokat telepítettek, és több ezer aknát telepítettek. Az egyetlen határátkelő a Mandelbaum-kapu volt, melyen csak keresztény papok, diplomaták és időnként turisták léphettek át. Bár a fegyverszüneti megállapodás szerint a Siratófalat a zsidók szabadon látogathatták volna, a jordánok pedig használhatták volna a Betlehembe vezető főutat, ezt egyik fél sem tartotta be.
Izrael függetlenségi nyilatkozata nem említette Jeruzsálemet, de megígérte, hogy Izrael minden vallás szent helyét meg fogja védeni. 1948-ban a védelmi miniszter kiadott egy nyilatkozatot, amellyel izraeli törvények hatálya alá vonta Nyugat-Jeruzsálemet és Palesztina elfoglalt területeit.
Izraeli értelmezés szerint a 181. sz. ENSZ-határozat csak egy nem kötelező érvényű javaslatnak minősült, melyet a palesztinai arabok és az arab államok a háború megindításával elvetettek, így azokat Izrael semmisnek nyilvánította. 1949 végén Dávid Ben-Gúrión miniszterelnök Jeruzsálemet Izrael elválaszthatatlan részének és fővárosának deklarálta, amit a Knesszet is megerősített. A fővárossá tétel 1950. január 4-én lépett hatályba, amit csak kevés ország ismert el. I. Abdallah ibn Husszein jordán király a hírre annektálta Nyugat-Jordániát és Kelet-Jeruzsálemet. Ezt csak Pakisztán ismerte el, Nagy-Britannia pedig csak Nyugat-Jordánia annektálását ismerte el. Az országok nemzetközi közössége csak 1952-ben ismerte el Nyugat-Jeruzsálem izraeli fennhatóságát. A nemzetközi jog alá vételre egyre kisebb volt a remény, ezért az ENSZ sem hozakodott vele elő többet.

### A hatnapos háború
Az 1967-es hatnapos háború elején az izraeli hadsereg csak védekezett. Izrael távol akarta tartani Jordániát a háborútól. Június 5-én a jordán hadsereg lőni kezdte Nyugat-Jeruzsálemet. Csak akkor kezdtek el cselekedni, amikor a jordánok a semleges ENSZ területre léptek. A következő három napban először az ENSZ főhadiszállását vették vissza, majd a Giv’at HaTahmoseten levő jordán támaszpontot, végül az óvárost. Bevetették a nehéztüzérséget, és nem kímélték a mecseteket és a templomokat sem. Az izraeliek 800 embert vesztettek a háborúban, ebből 183-at Jeruzsálemben. Az állam megalapítása óta először járulhattak zsidók a Siratófalhoz. A Templomhegynek önálló kormányzatot adtak, és engedélyezték a muszlimoknak az iszlám szent helyeinek látogatását.
Izraeli álláspont szerint míg Jordánia igénye Jeruzsálemre az 1948-as invázión alapul, Izrael 1967-ben elért pozíciója egy védekező háború eredménye, így magasabb rendű joga van az egyesített város birtoklására.
A háború után, 1967. június 27-én az Eshkol-kormány a Knesszet támogatásával kiterjesztette az izraeli jog és közigazgatás hatályát Kelet-Jeruzsálemre. Bár Izrael szuverenitása a Templomhegyre is kiterjedt, annak igazgatását a jordán Waqf kezében hagyták. Délen, keleten és északon a régi városrészeken kívül egészen a Ramallahig nyúló területeket is hozzácsatolták. Egy 1970-ben alkotott törvénnyel számos kedvezményt adtak a város arab lakosságának. Az arab állampolgárok nem kapták meg automatikusan az izraeli állampolgárságot, de viszonylag könnyen megszerezhették, amit sokan nem tettek meg. Abba Eban izraeli külügyminiszter az ENSZ főtitkárhoz címzett 1967 júniusában kelt levelében elmagyarázta, hogy Kelet-Jeruzsálemet pusztán védelmi célból foglalták el, de az ENSZ továbbra is kritizálta a lépést. A 242-es határozatában azonban nem említette Jeruzsálemet.
A Knesszet 1967-ben külön törvényt alkotott Jeruzsálemről, amely kimondja, hogy minden vallás szent helyei szabadon látogathatók, és Izrael biztosítja ezek védelmét. Erre hivatkozva tagadja meg a rendőrség, hogy a Templomhegyen nyilvános istentiszteletet tartsanak az olyan nemzetközi zsidó csoportosulások, mint a Nationalist Groups Association.

### Az újraegyesített Jeruzsálem
A Jeruzsálem mellett fekvő legnagyobb település Ma'ale Adumim, ahol 2008-ban 34 ezren laktak. A Jeruzsálem környéki biztonsági zóna kiépítéséhez sok házat leromboltak, ahol főként arabok laktak.

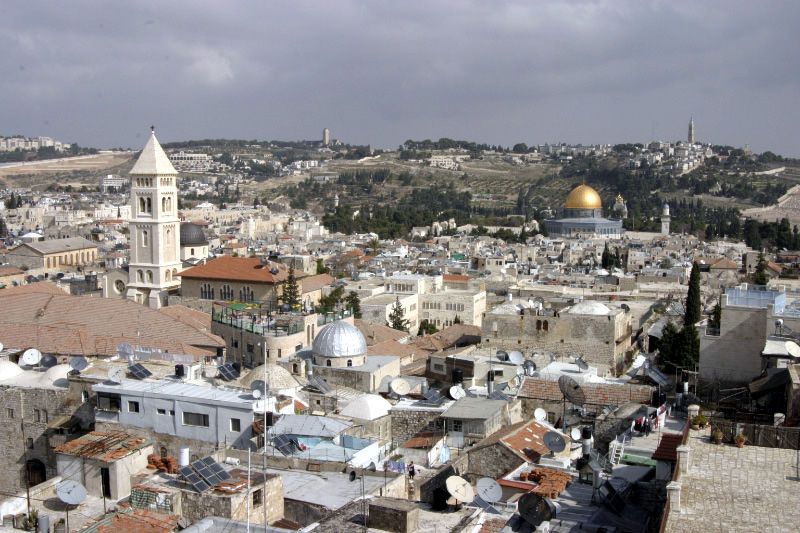
Az óváros, jobbra a város látképét uraló aranykupolás Sziklamecset

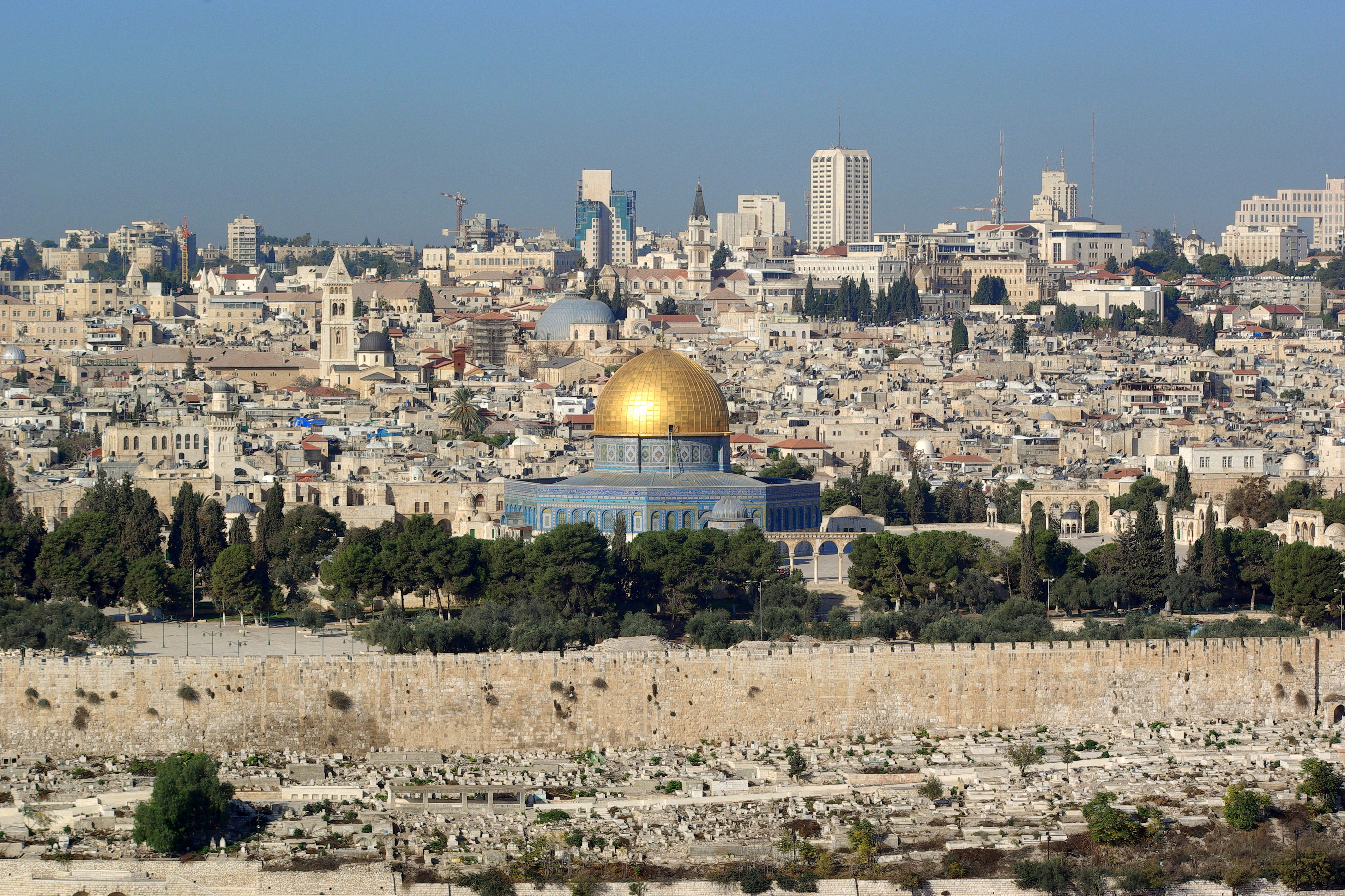
Városkép napjainkban, előtérben az óváros a Sziklamecsettel

Az 1980. július 30-án kelt Jeruzsálemről szóló törvény összefogta a város két részét és több vidéki települést, és a várost Izrael szét nem választható fővárosának deklarálta. A palesztin oldal ebben a béke fő akadályát látja. Az ENSZ biztonsági tanácsa jogellenesnek tartja Kelet-Jeruzsálem bekebelezését (478-as határozat). A határozat azt javasolja, hogy amely országnak követsége van Jeruzsálemben, az költöztesse el onnan. Ebben az időben a 45 követség közül 13 Jeruzsálemben székelt (Bolívia, Chile, Kolumbia, Costa Rica, Dominikai Köztársaság, Ecuador, El Salvador, Guatemala, Haiti, Hollandia, Panama, Uruguay és Venezuela), a többi nagykövetség Tel Avivban volt. Mind a 13 ország követte a határozatot. 1982-ben Costa Rica és El Salvador visszaköltöztette a nagykövetséget, de 2006-ban ismét visszaköltöztek Tel Avivba. Görögország, Franciaország, Nagy-Britannia és az Amerikai Egyesült Államok általános konzulátusa Jeruzsálemben található. Az Amerikai Egyesült Államok Kongresszusa 1995-ben arról határozott, hogy követségét Jeruzsálembe helyezi át, mivel Izraelnek ugyanúgy joga van megválasztani a fővárosát, mint bármely más országnak.
1988-ban Jordánia feladta az elvesztett területek iránti igényét. Ugyanebben az évben a Palesztin Felszabadítási Front egyoldalúan kikiáltotta Palesztina államot, és fővárosának Jeruzsálemet nevezte meg. Bár ezt sok arab állam elismerte, valójában semmi sem teljesült ebből. A nemzetközi jog szerint négy dolognak kell teljesülnie egy állam kikiáltásához: kell egy terület, és egy népesség, amelyeket egy kormányzat ellenőriz. Ezen kívül az államnak késznek kell lennie a nemzetközi kapcsolatokról való döntésre. Ezek a feltételek nem teljesültek, mivel a vitatott területeken nem volt hatalma a Palesztin Felszabadítási Frontnak.
A Palesztin Felszabadítási Front és Izrael által 1993. szeptember 13-án aláírt szerződés két részre osztja Nyugat-Jordániát, de Jeruzsálemet egyikhez sem sorolja, ezt későbbre hagyták. A Declaration of Principles lehetővé teszi, hogy a Jeruzsálemben lakó palesztinok részt vegyenek a palesztin autonómia választásain.
A Templom-hegy az iszlám Waqf ellenőrzése alatt áll, ami nem engedélyezi az ásatásokat. A Waqf egy új mecsetet tervezett Salamon istállóira, amit Izrael elutasított, mert a két templom maradványainak elpusztításával járt volna. Azonban már a Heródes-templom is régebbi nyomok maradványaira épült, és a római templom, majd a mecsetek építése is lerombolta a legtöbb maradványt.